# Lars Grini
Lars Grini (ur. 29 czerwca 1944 w Gran) – norweski skoczek narciarski, brązowy medalista olimpijski oraz brązowy medalista mistrzostw świata.

## Kariera
W 1968 wziął udział w igrzyskach olimpijskich w Grenoble, gdzie na dużej skoczni wywalczył brązowy medal. Lepsi od niego okazali się jedynie zwycięzca Władimir Biełousow oraz drugi w konkursie Jiří Raška. Na normalnym obiekcie Grini zajął 13. miejsce. Na kolejnych igrzyskach nie startował.
Kolejny sukces osiągnął dwa lata później, podczas mistrzostw Świata w Wysokich Tatrach, gdzie również zdobył brązowy medal. Tym razem wyprzedzili go jedynie Garij Napałkow oraz Yukio Kasaya. W 1967 w Oberstdorfie ustanowił rekord świata w długości skoku narciarskiego z wynikiem 150 metrów. 14 marca 1965 ustanowił rekord Holmenkollbakken, skacząc 89,0 metrów. Najlepsze wyniki w Turnieju Czterech Skoczni osiągnął w jego 17. edycji, kiedy to zajął dziewiąte miejsce w klasyfikacji generalnej. Zajmował kolejno: 59. miejsce w Oberstdorfie, 10. miejsce w Garmisch-Partenkirchen, czwarte w Innsbrucku oraz trzecie w Bischofshofen.

## Osiągnięcia

### Igrzyska olimpijskie
| Miejsce | Dzień     | Rok  | Miejscowość | Konkurs                         | Wynik     | Strata    | Zwycięzca          |
| ------- | --------- | ---- | ----------- | ------------------------------- | --------- | --------- | ------------------ |
| 13.     | 11 lutego | 1968 | Grenoble    | Skocznia normalna indywidualnie | 206.1 pkt | -10.4 pkt | Jiří Raška         |
| 3.      | 18 lutego | 1968 | Grenoble    | Skocznia duża indywidualnie     | 214.3 pkt | -17.0 pkt | Władimir Biełousow |

### Mistrzostwa świata
| Miejsce | Dzień     | Rok  | Miejscowość   | Konkurs                         | Wynik     | Strata   | Zwycięzca      |
| ------- | --------- | ---- | ------------- | ------------------------------- | --------- | -------- | -------------- |
| 3.      | 14 lutego | 1970 | Wysokie Tatry | Skocznia normalna indywidualnie | 234.6 pkt | -6.0 pkt | Garij Napałkow |